# Инна Макарова
Инна Владимировна Макарова (р. 28 юли 1926 г. в Тайга, Руска СФСР, СССР; † 25 март 2020 г. в Москва, Русия) е съветска и руска актриса.
Ина Макарова израства в Новосибирск, където родителите ѝ работят за местно радио и живеят в Дома на писателите. От 1943 г. до 1948 г. тя учи в Московското филмово училище (ВГИК) при Сергей Герасимов и Тамара Макарова (1907 – 1997).
По време на следването си играе главната роля на Кармен в едноименната пиеса на Татяна Льоснова. Писателят Александър Фадеев вижда Макарова в тази роля и я смята за подходяща актриса за младата Любов Шевцова във филмовата адаптация на романа на Александър Фадеев „Млада гвардия“ (1948), режисирана от Сергей Герасимов като последен проект на учебната година. Макарова, заедно с режисьора, оператора и останалата част от актьорския състав, е удостоена със Сталинската награда от първа степен за изпълнението си.
През 1948 г. тя се присъединява към ансамбъла на Държавния театър за филмови актьори под ръководство на Никита Михалков в Москва. Актрисата Алла Тарасова (1898 – 1973) иска да наеме Макарова в Московския художествен театър. Герасимов обаче се противопоставя на това предложение, тъй като си представя Макарова като филмова актриса.
След като завършва, Макарова играе Нона, съпругата на шофьор на камион, в „Случаят Румянцев“ (1956, режисьор Йосиф Шейфиз), заварчичката Катя във „Височините“ (1957, режисьор Александър Сарчи) и Надя в комедията „Струва ли си облог?“ (1961/62, режисьор Юрий Чулюкин).
За ролята си като Дуся през 1965 г. във филмовата драма „Жени“, режисирана от Павел Любимов, получава наградата на съветските филмови критици. Макарова „създава едни от най-красивите женски портрети в съветското кино през 60-те и 70-те години на XX век“.[кой го твърди?]
През 1986 г. тя играе бабата на Лермонтов в „Лермонтов“, биографичен филм за руския поет Михаил Лермонтов. След дълга пауза се завръща на екрана в средата на първото десетилетие на XXI век. Последната ѝ филмова роля е от 2015 г. в приказната адаптация на „Снежната кралица“, режисирана от дъщеря ѝ.
Макарова получава множество награди за актьорските си изпълнения. През 1949 г. получава Държавната награда на СССР (тогава Сталинската награда). През 1967 г. е обявена за заслужила артистка на РСФСР, а по-късно (през 1985 г.) за народна артистка на СССР.